# Pseuderanthemum tuberculatum
Pseuderanthemum tuberculatum es una especie de planta herbácea perteneciente a la familia de las acantáceas nativa de Polinesia.

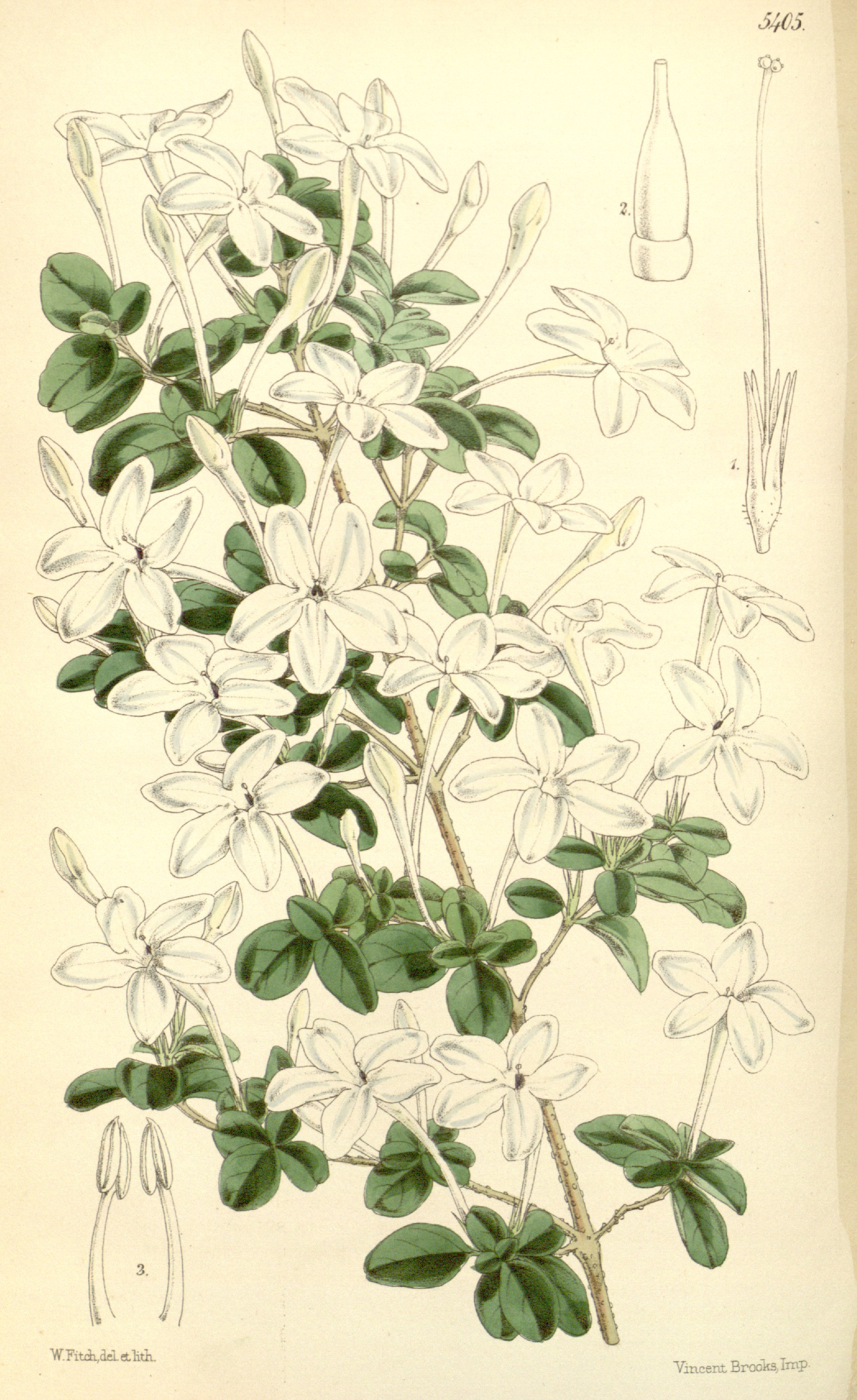
Ilustración

## Taxonomía
Pseuderanthemum tuberculatum fue descrita por (Hook.f.) Radlk. y publicado en Sitzungsber. Math.-Phys. Cl. Königl. Bayer. Akad. Wiss. München 13: 286 1883 publ. 1884.
Etimología
Pseuderanthemum: nombre genérico compuesto que deriva del latín y significa "falso Eranthemum".
tuberculatum: epíteto latíno que significa "con tubérculos".
Sinonimia
- Eranthemum tuberculatum Hook.f., Bot. Mag. 89: t. 5405. 1863